# Technoturm
La Technoturm (de l'allemand « tour techno ») est une tour d'aspect futuriste de 47 m de haut, construite en 1989 à Stuttgart. Appartenant à Deutsche Telekom, formée de tubes d'acier, il s'agit d'un relais de téléphonie mobile et de transmission de micro-ondes radio.